# Solenoptera luciae
Solenoptera luciae là một loài bọ cánh cứng trong họ Cerambycidae.